# Farmer Boys
Farmer Boys je německá gothic/thrash/groove metalová kapela ze Stuttgartu v Bádensku-Württembersku. Byla založena roku 1994. Debutové studiové album Countrified vyšlo v roce 1995. K roku 2021 má kapela na svém kontě celkem pět řadových alb plus další nahrávky.
Kytarista Alex Scholpp spolupracoval mj. s Tarjou Turunen, bývalou zpěvačkou finské kapely Nightwish.

## Diskografie
Dema
- Farm, Sweet Farm (1994)

Studiová alba
- Countrified (1995)
- Till the Cows Come Home (1997)
- The World Is Ours (2000)
- The Other Side (2004)
- Born Again (2018)

Singly
- Never Let Me Down Again (1996)
- Here Comes the Pain (2000)

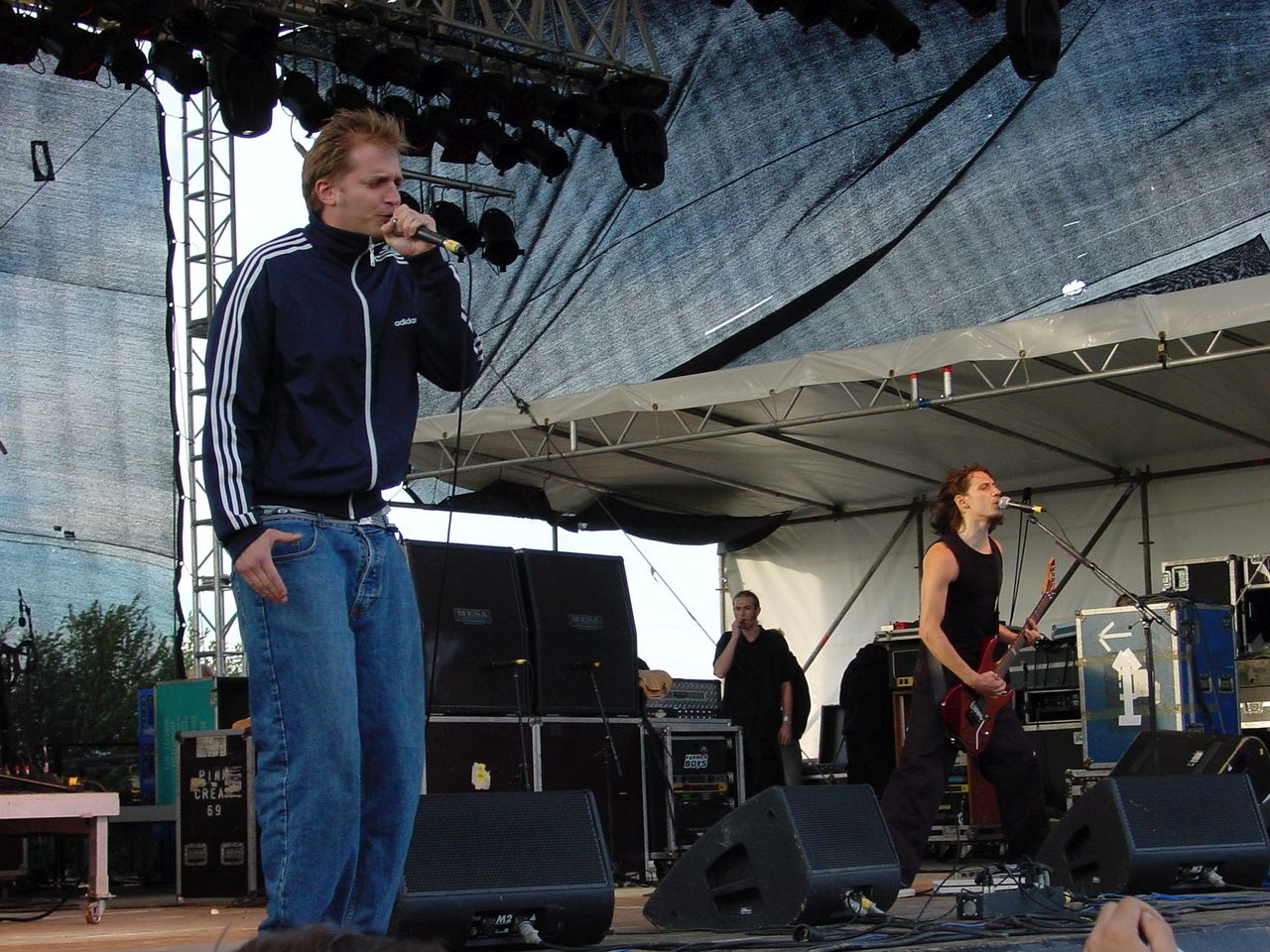
Farmer Boys v r. 2003 (Wallduern)

- If You Ever Leave Me Standing (2000)
- You and Me (2017)